# William Le Queux
William Tufnell Le Queux (Londres, 2 de julio de 1864-Knokke-Heist, Provincia de Flandes Occidental, 13 de octubre de 1927) fue un escritor, periodista, corresponsal de guerra y espía británico. Diplomático y cónsul honorario de San Marino, fue un gran viajero que deambuló por todos los países de Europa, los Balcanes y África del norte. Se especializó como escritor en el género de la novela de espías y literatura de invasión.

## Biografía
Hijo de un comerciante francés de telas y una inglesa, recibió lecciones privadas en Londres y luego una educación europea en Pegli (Italia), antes de estudiar por un tiempo pintura en Francia, entre otros, con el pintor Ignace Spiridon (1860–1900). Después hizo su primer viaje a pie por Europa y trabajó como reportero para la Gaceta de Eastbourne y el Chronicle de Middlesex de 1883 a 1888. A fines de la década de 1880 regresó a Londres, donde editó las revistas Gossip y Piccadilly antes de pasar a la redacción de The Globe, siendo allí cronista parlamentario y luego corresponsal de guerra, cubriendo la Primera Guerra de los Balcanes. En 1893 abandonó el periodismo para dedicarse a viajar y escribir asociado al magnate editorial británico de la prensa sensacionalista Alfred Harmsworth, más conocido como Lord Northcliffe.
Se le puede considerar un pionero de la aviación y de la radio. Formó parte de la organización del meeting aéreo de Doncaster en 1909, y además fue miembro del Institute of Radio Engineers, difundiendo sus propias emisiones musicales antes del lanzamiento de las grandes radios oficiales. Es más, realizó algunos experimentos de radio en 1924 en Suiza con el doctor Petit Pierre y Max Amstutz. Ese mismo año fue elegido primer presidente de la Hastings, Saint Leonard's y District Radio Society, cuya conferencia inaugural fue pronunciada el 28 de abril de 1924 por John Logie Baird. Le Queux estaba ansioso por ayudar a Baird a desarrollar la incipiente televisión, pero todo su dinero estaba inmovilizado en Suiza. Sin embargo, escribió un artículo, "Televisión, un hecho" que apareció en el Radio Times en abril de 1924; en él elogiaba los esfuerzos de Baird. En estos años de reportajes y escritura, se convirtió en el iniciador de un nuevo género literario entonces que se encontraba entre la novela policiaca, la novela de espías y el thriller moderno. Sus obras son los verdaderos primeros testimonios de la literatura de espionaje del siglo XX
Cubrió la I Guerra Mundial, y el teatro de operaciones francés para la prensa británica. También trabajó como espía para los servicios secretos de la Corona. Tras la guerra publicó numerosos libros de viajes. Su obra es ciertamente caudalosa: más de 170 títulos, irregulares y para algunos de un estilo abominable; se piensa que muchas fueron fruto de colaboración con su editor Alfred Harmscliff. 
Se compone de ficción, reportajes documentados y libros de viajes, aunque no siempre es fácil deslindar estos géneros y la parte de ficción y de realidad que hay en ellos. Hay novelas de espías, narraciones militares, novelas policiacas e incluso ciencia ficción, pues algunas de sus novelas anticiparon conflictos de forma premonitoria, como The Great War in England, publicado en 1897. Otra novela de este tipo, la antigermánica fantasía de invasión La invasión de 1910 (1906) fue tal vez su mayor éxito editorial: se tradujo a veintisiete idiomas y vendió más de un millón de copias como libro. La traducción alemana fue abreviada y se le incluyó un final distinto. Entre sus libros de viaje destaca An Observer in the Near East y varios libros cortos sobre Suiza; su autobiografía Things I Know about Kings, Celebrities and Crooks (1923) no es reveladora y es a menudo engañosa. Contiene, entre otras historias fantásticas, la afirmación de que vio un manuscrito en francés escrito por Rasputín que afirmaba que Jack el Destripador era un médico ruso llamado Alexander Pedachenko y cometió los asesinatos para confundir y ridiculizar a Scotland Yard.
Su obra de no ficción aporta un testimonio histórico sobre fines del siglo XIX y el primer cuarto del XX. Cronista de su tiempo, acoge numerosas informaciones por más que a veces sea difícil desintrincar los hechos ciertos de los inventados. Fue uno de los primeros periodistas modernos en la medida en que ejerció su misión de reportero como free-lance. Beneficiado por una reputación internacional, sus publicaciones conocieron traducciones al francés ya en vida del autor y grandes periódicos americanos publicaron sus artículos. Pero su obra fue poco reimpresa pasado el medio siglo, por más que haya sido objeto de estudio universitario en países anglosajones como Gran Bretaña, Canadá o Australia.

## Obras
- A Secret Sin, or, A Madonna of the Music Halls (1897)
- Guilty Bonds (1891)
- A Secret Service: Being Strange Tales of a Nihilist (1892). Publicado en francés como Sans pitié : mémoires d'un nihiliste, Paris, Richonnier, 1911}}
- The Great War in England in 1897 (1894)
- Guilty (1895). Publicado en francés como Coupable, Paris, Hachette, 1908}}
- Stolen Souls (1895), colección de relatos.
- The Temptress (1895)
- Zoraida: A Romance of the Harem and the Great Sahara (1895)
- The Great White Queen. A Tale Of Treasure And Treason (1896)
- Devil's Dice (1897)
- Whoso Findeth a Wife (1897)
- The Eye of Istar; a Romance of the Land of No Return (1897), reeditado como The Eye of Ishtar en los EE. UU.
- Scribes and Pharisees; A Story of Literary London (1898)
- If Sinners Entice Thee (1898)
- The Bond of Black (1899)
- The Day of Temptation (1899)
- The Veiled Man (1899), colección de relatos
- England’s Peril (1899)
- Secrets of Monte Carlo (1899), colección de relatos, en francés con el título Mémoires d'un policier de Monte Carlo, Paris, Juven, 1907
- The Wiles of the Wicked (1900)
- An Eye for an Eye (1900)
- In White Raiment (1900)
- Of Royal Blood (1900)
- Her Majesty's Minister (1901)
- The Sign of the Seven Sins (1901)
- The Gamblers (1901)
- The Court of Honour (1901)
- The Under-Secretary (1902)
- The Unnamed: A Romance of Modern Italy (1902)
- On the “Polar Star” in the Arctic Sea (1903)
- The Tickencote Treasure: Being the Story of A Silent Man, A Sealed Script and A Singular Secret (1903)
- The Seven Secrets (1903)
- Secrets of the Foreign Office: Describing the Doings of Duckworth Drew of the Secret Service (1903), colección de relatos
- Three Glass Eyes (1903)
- The Closed Book, Concerning the Secret of the Borgias (1904)
- As We Forgive Them (1904)
- The Sign of the Stranger (1904)
- The Man from Downing Street (1904)
- The Hunchback of Westminster (1904)
- The Idol of the Town (1904)
- The Red Hat (1904)
- Sins of the City (1905)
- The Valley of the Shadow (1905)
- The Czar's Spy: The Mystery of a Silent Love (1905)
- Behind the Throne (1905)
- Who Giveth This Woman? (1905)
- The Spider’s Eye (1905)
- The Mask (1905)
- Confessions of a Ladies’ Man: Being the Adventures of Cuthbert Croom, of His Majesty's Diplomatic Service (1905), colección de relatos
- The Mystery of a Motor-Car (1906)
- The Count's Chauffeur (1906), colección de relatos
- The Pauper of Park Lane (1906)
- The Woman at Kensington (1906)
- The Invasion of 1910 (1906), en colaboración con H. W. Wilson en francés con el título Les Allemands en Angleterre : l'invasion de 1910, Paris, Fischbacher, 1907
- The Mysterious Mr Miller (1906)
- The House of the Wicked (1906)
- Whatsoever a Man Soweth (1906)
- The Near East. The Present Situation in Montenegro, Bosnia, Servia, Bulgaria, Roumania, Turkey and Macedonia (1907), publicado de modo anónimo
- Whosoever Loveth: Being the Secret of a Lady's Maid (1907)
- The Great Plot (1907)
- The Woman in the Way (1907)
- The Secret of the Square (1907)
- The Great Court Scandal (1907)
- The Lady in the Car (1908), colección de relatos
- The Crooked Way (1908)
- The Looker-On (1908)
- Stolen Sweets (1908)
- Spies of the Kaiser (1909), colección de relatos
- The House of Whispers (1909)
- The Red Room (1909)
- Fatal Thirteen (1909)
- Treasure of Israel (1910), titulado The Great God Gold en EE. UU.
- Lying Lips (1910)
- The Unknown Tomorrow (1910)
- Hushed Up!: A Mystery of London (1911)
- The Money Spider (1911)
- An Eye for an Eye (1911)
- Revelations of the Secret Service (1911), colección de relatos (contiene Concerns the Brass Butterfly, publicado en francés como Le Papillon de laiton, en el volumen Agents secrets de la Grande Guerre, volume 1, Paris, Éditions Omnibus, 2005
- The Indiscretions Of A Lady's Maid, A Mystery Novel (1911)
- The Mystery of Nine (1912)
- Without Trace (1912)
- The Death-Doctor (1912), colección de relatos
- Fatal Fingers (1912)
- The Lost Million (1913)
- The Price of Power, Being Chapters from the Secret History of the Imperial Court of Russia (1913)
- The Room of Secrets (1913)
- Mysteries (1913), colección de relatos
- The Hand of Allah (1914), aussi titré The Riddle of the Ring
- Her Royal Highness; A Romance of the Chancelleries of Europe (1914) en francés bajo el título Son Altesse royale, Paris, Radot, 1926}}
- Sons of Satan (1914)
- The White Lie (1914)
- The German Spy, a Present-day Story (1914)
- The War of the Nations (1914), en colaboración con Edgar Wallace y otros
- The Maker of Secrets (1914)
- The Four Faces (1914)
- The Sign of Silence (1915)
- Britain's Deadly Peril (1915)
- German Atrocities: A Record of Shameless Deeds (1915)
- German Spies in England: An Exposure (1915)
- The Devil's Spawn (1915)
- The Mysterious Three (1915)
- At the Sign of the Sword (1915)
- The Mysterious Three (1915)
- The German Spy System from Within (1915)
- The Mystery of The Green Ray (1915)
- The Double Shadow (1915)
- The White Glove (1915)
- The Man about Town (1916)
- Number 70, Berlin (1916)
- The Spy Hunter (1916), colección de relatos
- The Way to Win (1916)
- The Zeppelin Destroyer : Being Some Chapters of Secret History (1916)
- Cinders of Harley Street (1916)
- The Broken Thread (1916)
- The Place of Dragons: A Mystery (1916)
- Annette Of The Argonne: A Story Of The French Front (1916)
- Behind the German Lines: Amazing Confessions of Col.-Lieut. Otto Von Heynitz (1917)
- The Secrets Of Potsdam By Count Ernst Von Heltzendorff (1918), colección de relatos, en francés con el título Les Secrets de Potsdam, Paris, Éditions françaises illustrées, 1920
- Further Secrets of Potsdam (1917)
- Hushed Up at German Headquarters (1917)
- The Minister of Evil : The Secret History of Rasputin's Betrayal of Russia (1917), en francés con el título Le Ministre du mal : mémoires de Fedor Rajevski, secrétaire privé de Raspoutine, Paris, Crès, 1921
- The Scandal-Monger (1917), colección de relatos
- Beryl of the Biplane (1917)
- The Breath of Suspicion (1917)
- The Devil's Carnival (1917)
- No Greater Love (1917)
- Two in a Tangle (1917)
- The Bomb-Makers: Being Some Curios Records Concerning The Craft And Cunning Of Theodore Drost, An Enemy Alien In London (1917), colección de relatos
- Donovan of Whitehall (1917), colección de relatos
- The Rainbow Mystery, Chronicles of a Colour-Criminologist Recorded by his Secretary (1917), colección de relatos
- Bolo, The Super-Spy, by Armand Mehjan (1918)
- Love Intrigues of the Kaiser's Sons (1918)
- Sant of the Secret Service: Some Revelations of Spies and Spying (1918)
- The Secret Life of the Ex-Tsaritza (1918)
- The Little Blue Goddess (1918)
- The Lure of Love (1918)
- The Yellow Ribbon (1918)
- The Catspaw (1918)
- The Sister Disciple (1918)
- The Stolen Statesman: Being the Story of a Hushed-Up Mystery (1918)
- Secrets of the White Tsar; the Truth Revealed by His Majesty's Personal Attaché, Colonel Vassili Grigorieff (1919)
- Rasputinism in London. Revelations of the secret Cult of Beauty and Happiness established by the Monk Grichtaka (1919)
- The Doctor of Pimlico, Being the Disclosure of a Great Crime (1919)
- Cipher Six: A Mystery (1919)
- The Secret Shame of the Kaiser (1919), colección de relatos
- The Forbidden Word (1919)
- The Hotel X (1919), colección de relatos
- The King's Incognito (1919)
- Mysteries of a Great City (1920), colección de relatos
- In Secret (1920), colección de relatos
- No. 7 Saville Square (1920)
- Secrets of the Foreign Office (1920)
- Society Intrigues I Have Known; Astounding Facts Concerning Prominent People, Disclosed by Lady Betty G---- (1920), colección de relatos
- Whither Thou Goest (1920)
- The Heart of a Princess: A Romance of To-Day (1920)
- The Intriguers (1920)
- The Secret Telephone (1920)
- The Terror of the Air (1920)
- The Red Widow, Or The Death-Dealers of London (1920)
- Mademoiselle of Monte Carlo: A Mystery of To-day (1921)
- The Fifth Finger: A Mystery (1921)
- The Luck of the Secret Service; being the Startling Adventures of Claud Heathwaite, C. B., of His Britannic Majesty's Foreign Office (1921), colección de relatos
- The Open Verdict: A Mystery (1921)
- This House to Let (1921)
- The Lady in Waiting: A Royal Romance (1921)
- The Marked Man (1921)
- The Elusive Four, Which Discloses the Exciting Exploits of Four Thieves (1921), colección de relatos
- The Power of the Borgias (1921)
- The Gay Triangle (1922), colección de relatos
- Landru: His Secret Love Affairs (1922)
- The Golden Face: A Great Crook Romance (1922)
- The Stretton Street Affair (1922)
- Three Knots (1922)
- The Voice from the Void: The Great Wireless Mystery (1922)
- The Young Archduchess (1922)
- The Bronze Face (1923), editado con el título Behind the Bronze Door en los EE. UU.
- Things I Know About Kings, Celebrities, and Crooks (1923), memorias
- Where the Desert Ends (1923)
- Bleke, The Butler: Being the Exciting Adventures of Robert Bleke during Certain Years of His Service in Various Families (1923), colección de relatos
- A Woman's Debt (1924)
- Fine Feathers (1924)
- The Crystal Claw (1924) en francés con el título La Griffe de cristal, Paris, Éditions Gallimard, 1932
- The Blue Bungalow: A Mystery (1925)
- The Broadcast Mystery (1925)
- The Valrose Mystery (1925)
- Hidden Hands (1926), en EE. UU. The Dangerous Game
- The Letter "E" (1926), en EE. UU. The Tattoo Mystery
- Blackmailed (1926)
- The Fatal Face (1926)
- The Mystery of Mademoiselle (1926)
- The Black Owl (1926)
- The Scarlet Sign (1926)
- The Lawless Hand (1927)
- The Chameleon (1927), en EE. UU. Poison Shadows
- Double Nought (1927), en EE. UU. The Crime Code y en francés Double Zéro, Paris, Éditions Gallimard, 1934
- The Office Secret (1927)
- The House of Evil (1927)
- The Crimes Club (1927), colección de relatos
- Twice Tried (1928)
- The Sting (1928)
- The Rat Trap (1928)
- Concerning This Woman (1928)
- The Peril of Helen Marklove (1928), colección de relatos
- The Secret Formula (1928)
- The Amazing Count (1929)
- The Crinkled Crown (1929)
- The Golden Three (1931)
- The Factotum and Other Stories (1931), colección de relatos